# Stol (hora)
Stol (též Veliki Stol, německy Hochstuhl, 2 236 m n. m.) je nejvyšší hora Karavanek. Nachází se přímo na státní hranici mezi Slovinskem a Rakouskem (Korutany) asi 9 km severně od Radovljice a 14 km jihozápadně od Ferlachu. Na vrchol lze vystoupit buď z rakouské strany z obce Feistritz im Rosental či od chaty Klagenfurter Hütte (1664 m), nebo ze slovinské strany z obce Žirovnica či od chaty Prešernova koča (2174 m).